# 화폐의 시간가치
화폐의 시간가치는 시기가 다른 같은 금액에 대한 가치가 시간에 따라 달라지는 것이다. 

## 같이 보기
- 사회적 할인율
- 시간선호
- 이자율
- 미래가치
- 순현재가치
- 기한의 이익
- 할인 함수